# Акт о независимости Гамбии
Акт о независимости Гамбии 1964 года — документ парламента Великобритании, который предоставил независимость Гамбии. Вступил в силу с 18 февраля 1965 года. Акт предусматривал сохранение права апелляции из гамбийских судов в Судебный комитет Тайного совета, который был упразднён в 1998 году, когда Яйя Джамме решил реорганизовать гамбийскую судебную систему в соответствии с Конституцией 1997 года, которая заменила Конституцию 1970 года. 
Накануне принятия документа, 23 июля 1964 года, в Мальборо-хаусе состоялась конференция, на которой обсуждался вопрос предоставления независимости Гамбии. Делегация высокого уровня из Гамбии во главе с премьер-министром Даудой Джаварой встретилась с британской делегацией во главе с министром по делам колоний Дунканом Сэндисом. Британская сторона обсудила потребность независимой Гамбии в финансовой помощи. Министр Сэндис также отметил, что независимость «не ограничивается деньгами». 